# Freddie Laker
 (mai 2013).
Si vous disposez d'ouvrages ou d'articles de référence ou si vous connaissez des sites web de qualité traitant du thème abordé ici, merci de compléter l'article en donnant les références utiles à sa vérifiabilité et en les liant à la section « Notes et références ».
Sir Freddie Laker, de son vrai nom Frederick Alfred Laker est un homme d'affaires britannique, né le 6 août 1922 à Canterbury (Royaume-Uni) et décédé à Miami (Floride), le 9 février 2006, à l'âge de 83 ans.
Il sert comme pilote durant la Seconde Guerre mondiale, dans le Air Transport Auxiliary de 1941 jusqu'en 1946. Il se lance alors dans le négoce des surplus des avions de guerre. Le pont aérien de Berlin au moment du blocus soviétique durant lequel sont sollicités tous les avions disponibles fait prospérer son affaire. Il reprend même du service comme pilote. Après la guerre, il continua à voler en tant que pilote dans diverses compagnies aériennes.

## Biographie
En 1954, Channel Air Bridge, sa seconde création d'une compagnie aérienne, transporte des voitures et leur propriétaire dans des Bristol Freighters de Southend à Calais. Après l'acquisition de Channel Air Bridge par Air Holdings en 1960, il devient managing director de British United Airways, compagnie qu'il quitte en 1965.
En 1966, il crée la première compagnie aérienne à bas prix qu'il nomme Laker Airways. Son concept est « no frills » (sans fioritures), c'est le début des compagnies « low-costs »
En 1977, il lance Skytrain, un service de vols à bas prix vers les États-Unis. Le principe : il vendait le billet directement à l'aéroport avant le départ, pour le prix de 32,50 £ alors que le prix le plus bas trouvé chez les autres compagnies aériennes était de 94,20 £. Le repas était proposé en supplément et facturé en vol. Rapidement sa compagnie, prit avec vingt avions, 20 % de parts de marché, devenant la cinquième pour les lignes d'atlantique-Nord. L'année de son apogée il transporta plus de trois millions de passagers.
Son concept étant un succès commercial, il envisagea de créer un réseau de taille européenne et commanda même dix Airbus A300. La contre-attaque de British Airways l'obligea à renoncer à son projet et finalement, il fut déclaré en faillite le 6 février 1982. Au cours des procès qu'il intenta, il révéla que douze transporteurs aériens lui offraient 50 millions de dollars pour qu'il abandonne les poursuites judiciaires contre eux.

### Décorations
Il a été anobli par la reine Elisabeth II pour ses mérites.

### Hommages
À son sujet, Richard Branson, fondateur du groupe Virgin, dit : « La personne qui m'a le plus impressionné est Freddie Laker (…) Je ne sais pas si je me serais lancé dans l'aviation civile si je n'avais pas su ce qui lui était arrivé. Freddie était quelqu'un de très charismatique. Il s'attaquait aux puissants. Il pilotait ses propres avions. Il faisait quantité de choses passionnantes. J'ai baptisé l'un des Boeing 747 de Virgin Atlantic de son nom : The Spirit of Sir Freddie. »